# Резольвента интегрального уравнения
Резольвента интегрального уравнения
Рассмотрим интегральное уравнение:
{\displaystyle f(s)+\lambda \int \limits _{a}^{b}K(s,\;t)\varphi (t)\,dt=\varphi (s).\qquad (*)}
Резольвентой интегрального уравнения, или его разрешающим ядром называется такая функция {\displaystyle \Gamma (s,\;t,\;\lambda )} переменных {\displaystyle s}, {\displaystyle t} и параметра {\displaystyle \lambda }, что решение уравнения (*) представляется в виде:
{\displaystyle u^{*}(s)=f(s)+\lambda \int \limits _{a}^{b}\Gamma (s,\;t,\;\lambda )f(t)\,dt.}
При этом {\displaystyle \lambda } не должна быть собственным числом уравнения (*).

## Пример
Пусть уравнение (*) имеет ядро {\displaystyle K(s,\;t)=s+t}, то есть само уравнение имеет вид:
{\displaystyle \varphi (s)+\lambda \int \limits _{0}^{1}(s+t)\varphi (t)\,dt=f(s).}
Тогда его резольвентой является функция
{\displaystyle \Gamma (s,\;t,\;\lambda )={\frac {s+t+\lambda \left({\dfrac {s+t}{2}}+st+{\dfrac {1}{3}}\right)}{1+\lambda -{\dfrac {\lambda ^{2}}{12}}}}.}

## Резольвента линейного оператора
Пусть {\displaystyle A} — линейный оператор. Тогда его резольвентой называется операторнозначная функция

{\displaystyle R(z)=(A-zE)^{-1}},
где {\displaystyle E} — тождественный оператор, а {\displaystyle z} — комплексное число, из резольвентного множества, то есть такого множества, что {\displaystyle R(z)} есть ограниченный оператор
Данное понятие используется для решения неоднородного уравнения Фредгольма второго рода.